# Hannah Darling
Pour les articles homonymes, voir Darling.
Pas d'image ? Cliquez ici

b Matchs officiels uniquement.
Dernière mise à jour le 10 avril 2025.
Hannah Darling est une joueuse canadienne de rugby à sept née le 30 mai 1996 à Peterborough. Elle a remporté avec l'équipe du Canada la médaille de bronze du tournoi féminin des Jeux olympiques d'été de 2016 à Rio de Janeiro.

## Biographie
Hannah Darling est internationale canadienne de rugby à sept à partir de 2014.
En 2016, elle fait partie de l'équipe qui remporte la médaille de bronze du tournoi féminin des Jeux olympiques d'été de 2016 à Rio de Janeiro.
Elle prend sa retraite de joueuse en 2018.